# Pinnatella oblongifrondea
Pinnatella oblongifrondea là một loài Rêu trong họ Neckeraceae. Loài này được (Broth.) Broth. miêu tả khoa học đầu tiên năm 1906.